# Кража зрения
«Кража зрения» — советская социальная драма режиссёра Льва Кулешова по одноимённому рассказу Льва Кассиля. Фильм не сохранился.

## Сюжет
Неграмотной крестьянкой манипулирует кулак. «„Кража зрения“ — так определяют авторы фильма неграмотность и классовую слепоту героини и ей подобных».

## В ролях
- Мария Горичева
- Михаил Доронин
- Галина Кравченко
- Пётр Галаджев — управдом Фарик

## Съёмочная группа
- Режиссёр-постановщик: Лев Кулешов
- Автор сценария: Лев Кассиль
- Оператор-постановщик: Константин Кузнецов